# Hemidactylus masirahensis
Hemidactylus masirahensis es una especie de gecos de la familia Gekkonidae.

## Distribución geográfica yhábitat
Es endémica de la isla Masira (Omán). Su rango altitudinal oscila alrededor de 700 m s. n. m..